# Brough and Shatton
Brough and Shatton ist ein civil parish (Gemeinde) im High Peak District von Derbyshire in England. Die Gemeinde besteht aus den beiden Weilern Brough on Noe und Shatton, die ungefähr 2 km voneinander entfernt sind. Sie liegen am River Noe, einem Zufluss des Derwent im Peak-District-Nationalpark, zwischen Sheffield und Manchester. Nach dem Census von 2001 hatte die Gemeinde 145 Einwohner. Zwischen den beiden Gemeindeteilen gibt es rege sportliche Wettkämpfe und sonstige gemeinsame Veranstaltungen.
Eine Weiheinschrift für die Heilgöttin Arnemetia (Arnomecta) mit dem Text DEAE ARNOMECTE (RIB 281) wurde in Brough on Noe gefunden.

## Bildergalerie

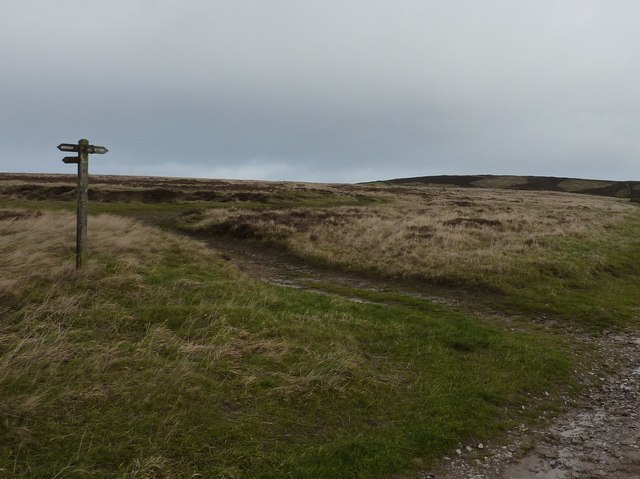
Wanderweg zwischen Brough und Shatton
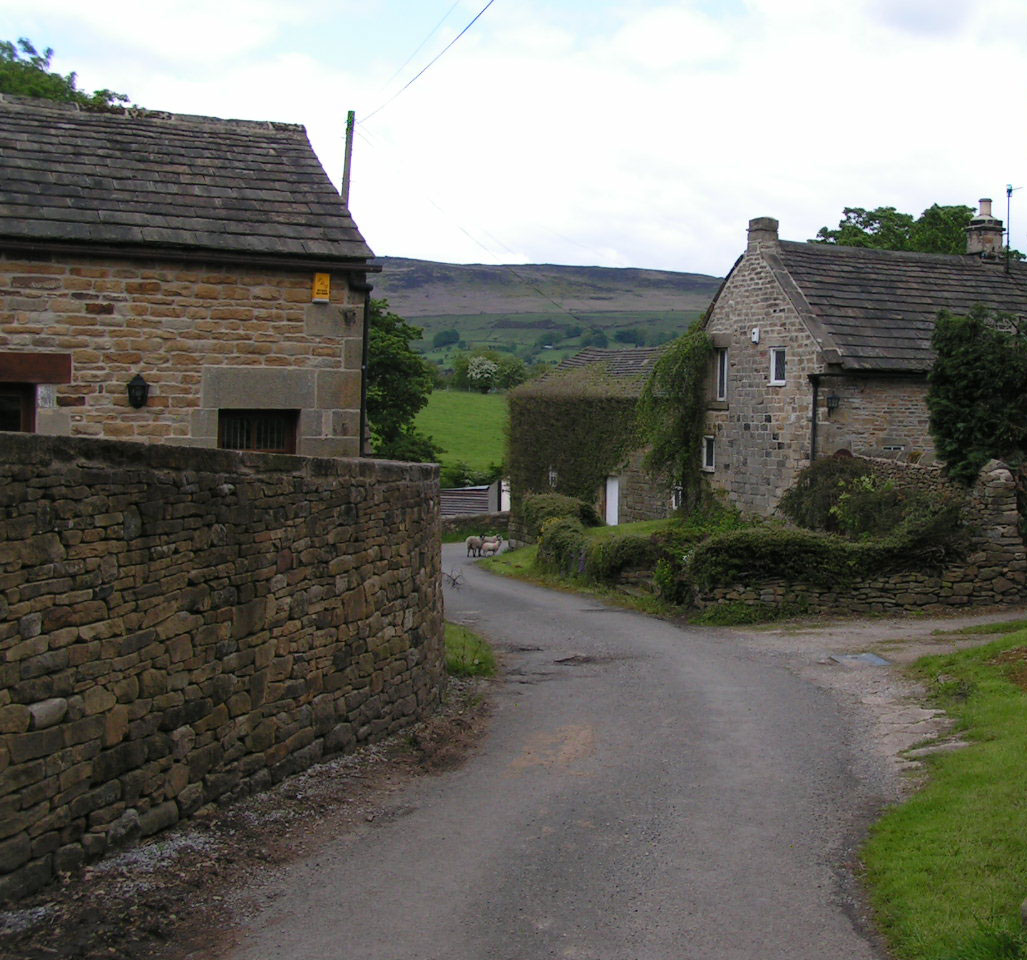
Shatton
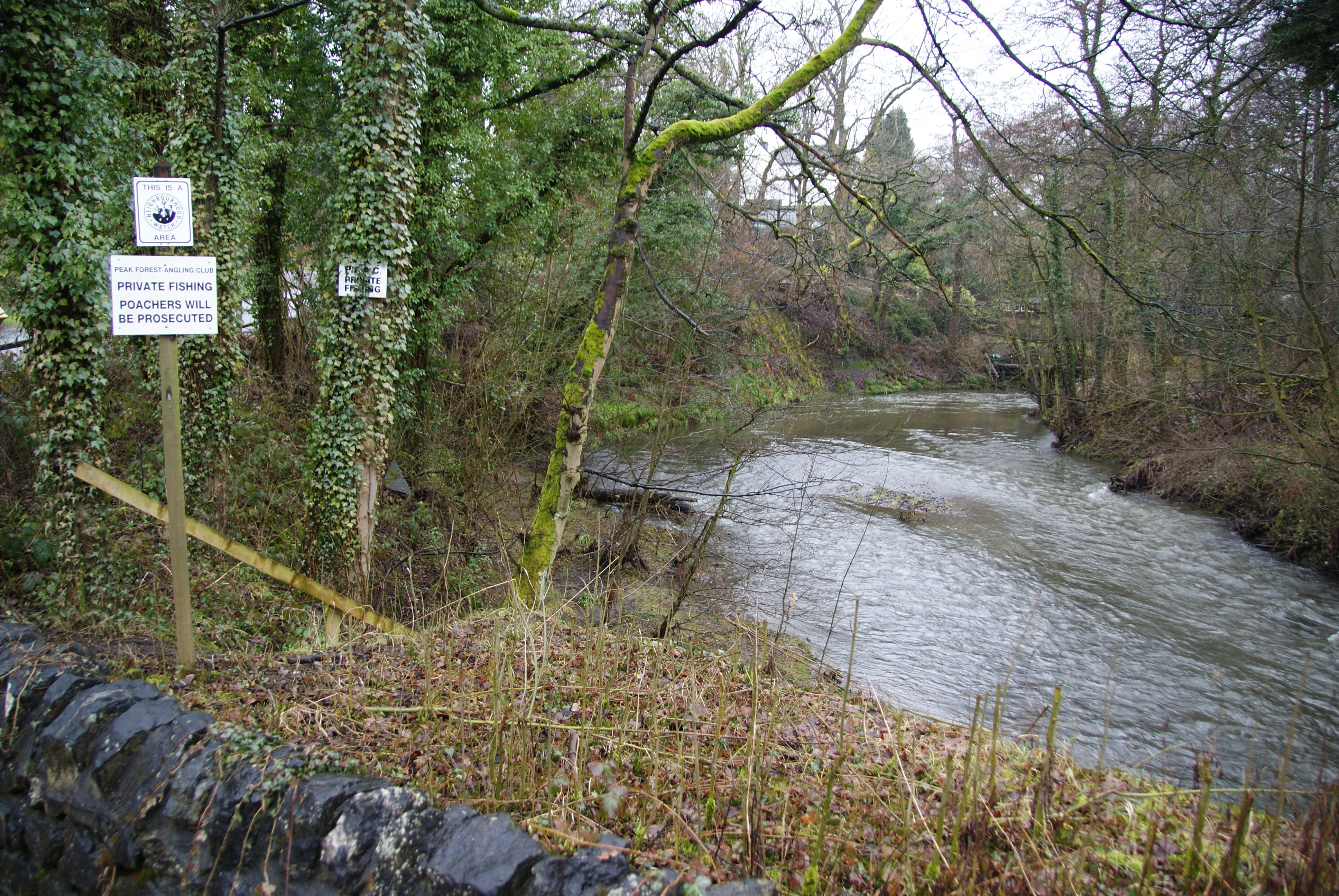
River Noe bei Shatton
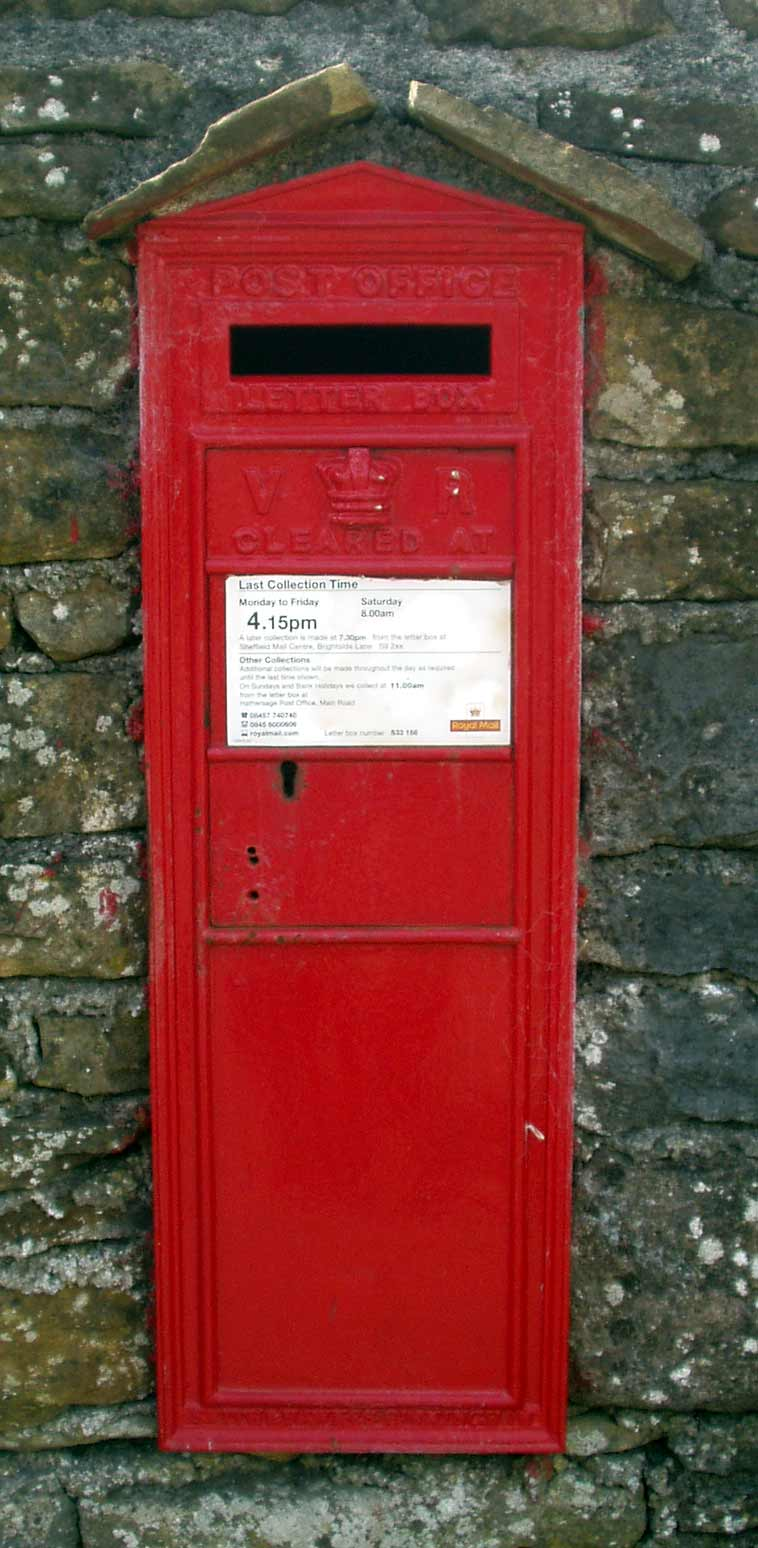
Briefbox in Brough